# Tamoil
Tamoil est la marque commerciale du groupe Oilinvest B.V. (Pays-Bas), un groupe pétrolier établi en Europe et ayant une activité dans le secteur naval. 
Le Groupe Tamoil, détenu depuis 1988 par des entités appartenant à l’état libyen, est principalement actif dans le domaine de l’approvisionnement, du trading, du raffinage et de la vente de produits pétroliers.

## Historique
Le Groupe Tamoil a commencé ses activités par le développement d’un réseau de distribution et des opérations de raffinage en Italie.
Au cours des années 1990, le Groupe Tamoil a étendu sa présence géographique en pénétrant d’autres marchés européens: Suisse (1990), Allemagne (1991), Espagne (1992) et  Pays-Bas (1993).
En plus de ses opérations en Europe, le Groupe Tamoil a également développé des activités en Afrique par le biais de nouvelles créations ou d’acquisitions de sociétés ou d’actifs. En 1993, en créant sa filiale égyptienne, le Groupe Tamoil s’est implanté pour la première fois en Afrique. À partir de l’an 2000, le Groupe Tamoil a poursuivi son expansion à travers l’Afrique en mettant en place des opérations dans divers pays dont, entre autres, le Gabon, le Sénégal, le Kenya, la Côte d’Ivoire, le Cameroun, le Maroc et la Tunisie. À la suite de cette période de forte croissance, le Groupe Tamoil fut présent dans 19 pays africains.
En 2006, les entreprises africaines du Groupe Tamoil ont été transférées à un nouvel actionnaire libyen, le Libyan African Investment Portfolio. À la suite de ce transfert, l’ensemble des sociétés du Groupe Tamoil en Afrique  ont été  rebaptisées ‘Libya Oil’ et elles commercialisent leurs produits sous la marque ‘Oilibya’.

## Opérations
En 2010, le chiffre d’affaires du Groupe Tamoil avoisinait les € 7,5 milliards. Ces revenus ont été générés par ses opérations de vente au détail et au travers des réseaux de stations services, d’approvisionnement et de trading, de raffinage, d’avitaillement aérien, de vente de lubrifiants, de transport et de soutage maritime.

## Distribution et vente au détail
En décembre 2010, le Groupe Tamoil avait environ 2 700 stations service en Europe. 1 800 étaient situées en Italie, 400 en Allemagne, 320 en Suisse, 160 aux Pays-Bas et 30 en Espagne. Parallèlement à la marque ‘Tamoil’, le Groupe Tamoil exploite également la marque ‘HEM’ en Allemagne. En 2010, Tamoil a ouvert aux Pays-Bas la première station service commerciale de charge rapide pour les véhicules électriques en Europe. Les chargeurs électriques, fabriqués par Epyon, peuvent charger un taxi-camionnette de 9 personnes en 30 minutes
À travers ses opérations de ventes au détail, le Groupe Tamoil commercialise en Italie, en Allemagne et en Suisse, principalement de l’essence, du fioul domestique, du gazole et d’autres produits pétroliers raffinés.

## Approvisionnement et trading
Le Groupe Tamoil négocie du pétrole brut, des produits pétroliers raffinés et des produits pétrochimiques sur les marchés internationaux (principalement en région méditerranéenne, en Europe du nord-ouest et en Afrique, et plus récemment en Asie et aux États-Unis).
Depuis 1988, les volumes de pétrole brut négociés ont augmenté d’environ 100 000 barils par jour à plus de 300 000 en 2010. Les opérations de négoce de produits raffinés, de produits pétrochimiques et de lubrifiants se sont aussi largement développées.

## Raffinage
Le Groupe Tamoil possède une raffinerie en Europe : la raffinerie Holborn en Allemagne (Hambourg). Il a fermé les deux autres qu'ils possédait sur le continent: celle de Cremone en Italie a été convertie en 2010 en dépôt de carburant, et celle de Collombey en Suisse, à l'arrêt depuis 2015, est en cours de démantèlement depuis 2020.
Les produits pétroliers raffinés fabriqués par cette raffinerie sont vendus principalement sur les réseaux de distribution du Groupe ainsi qu’au détail. 50 % des produits raffinés sont composés de distillats moyens et 30 % de distillats légers.

## Aviation
Le Groupe Tamoil développe de plus en plus ses activités d’avitaillement aérien sur le marché italien et bénéficie aussi d’une présence sur le marché suisse. En 2009, le Groupe Tamoil a vendu environ 230 000 tonnes de carburant aviation.

## Lubrifiants
Le Groupe Tamoil produit sa propre gamme de lubrifiants, vendus soit au travers d’opération de négoce ou de vente par le réseau. La gamme de lubrifiants du Groupe couvre principalement trois segments: automobile, industriel et graisse.

## Autres activités
Le Groupe Tamoil gère également des activités de transport et de soutage maritime.
Le Groupe Tamoil a commencé ses activités de transport afin de faciliter et optimiser l’approvisionnement en pétrole brut de ses raffineries. Le Groupe a par la suite profité de cette expérience en proposant ces opérations de transport et de soutage maritime à des marchés hors du Groupe.

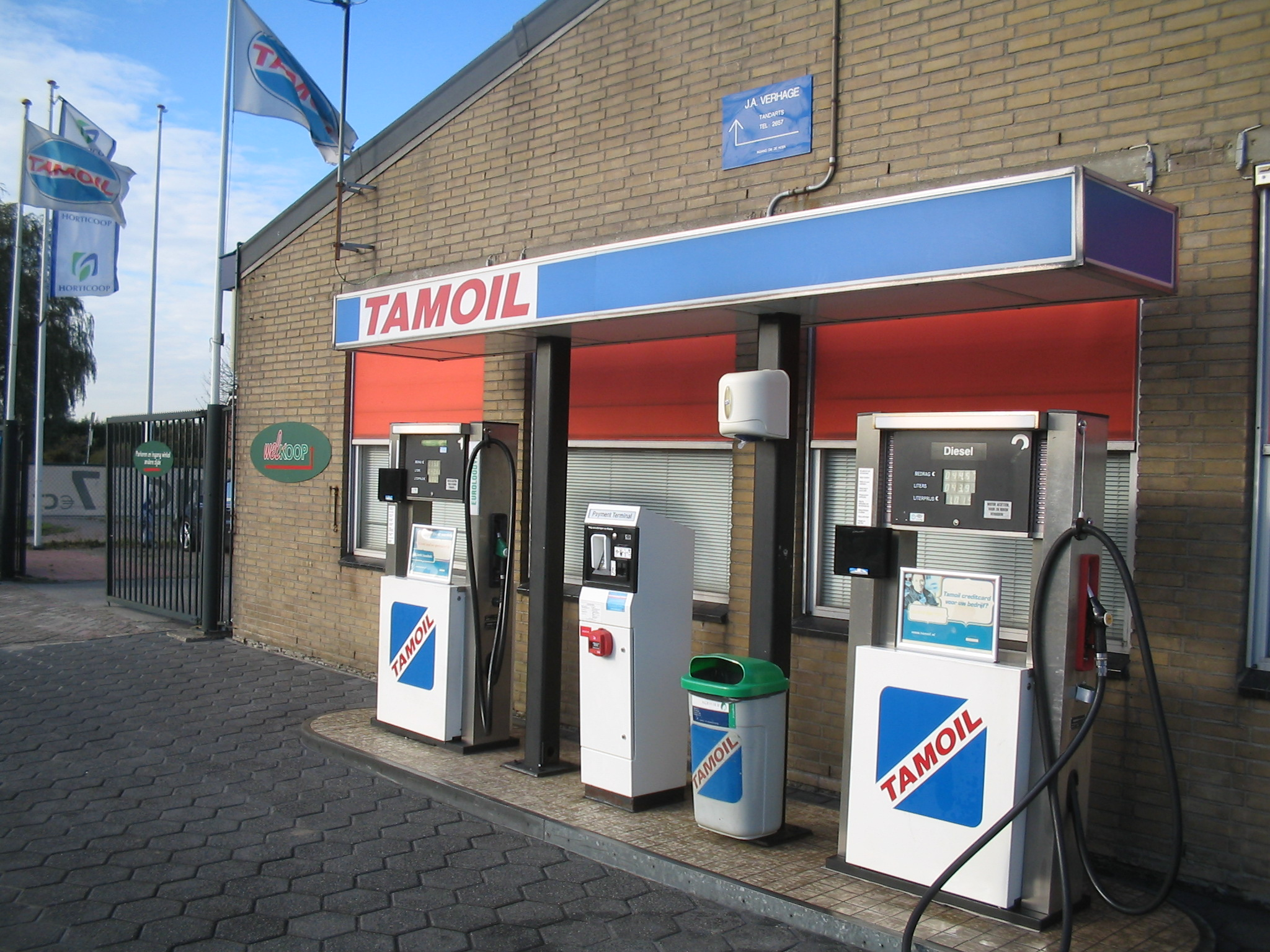
Station d'essence Tamoil
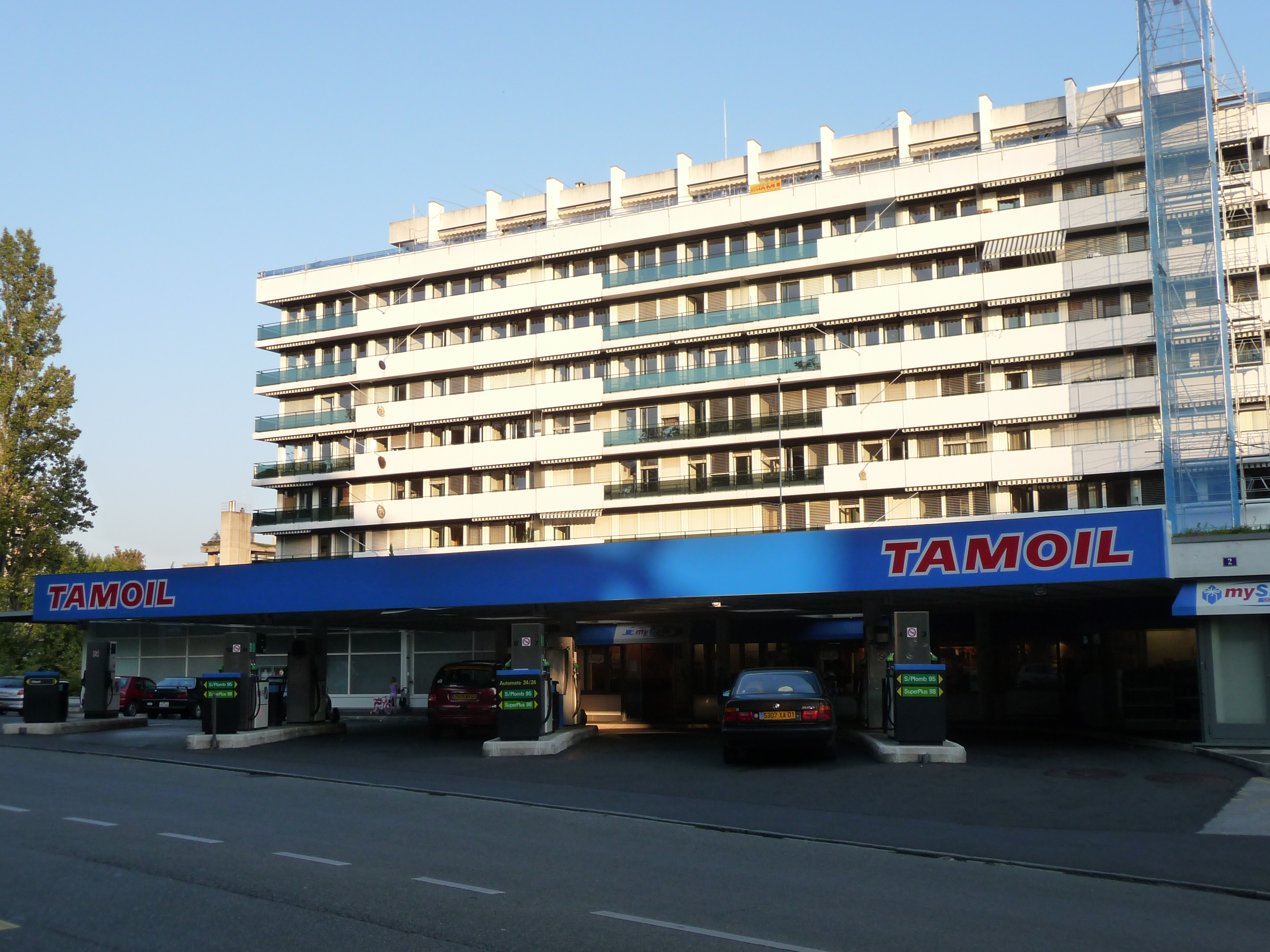
Station-service à Genève